# 吹田明日香
吹田 明日香（すいた あすか、1964年3月13日 - ）は、日本のタレント・放送キャスターである。本名同じ。血液型B型。株式会社アデッソ所属。

## 来歴・人物
京都府生まれで大阪府豊中市育ち。同志社大学文学部英文学科卒業。大学在学中にテレビ番組『スター誕生!』に出場し、1982年5月、第41代グランドチャンピオンとなる。上京し、1983年にワーナー・パイオニア（現・ワーナーミュージック・ジャパン）より「バ・ケー・ショ・ン」で歌手としてデビュー。同期に河上幸恵、松尾久美子らがいる。シングル4枚、LP1枚をリリースしアイドルとして活躍していたが、1985年の日本航空123便墜落事故で母親を亡くし、そのショックから大学を休学し、芸能界も一時期離れていた。その後1986年に復学し、大学を卒業。1990年代に入りタレント・放送キャスターに転向。『読売新聞は～い朝刊』（日本テレビ）や、『NNNニュースプラス1・いちなな情報』（日本テレビ）、さらには『BSニュース50』（NHK）のキャスター・リポーターを担当した。1997年から、NHK総合テレビ『生活ほっとモーニング』でリポーターと「健康スペシャル」の司会を9年間務めた。
2007年にアクターズエージェンシーから浅井企画へ移籍した。移籍後は、それまでの経験を活かし、「健康」を主なテーマとする、シンポジウムコーディネーターとしての活動も行っている。
2024年6月1日 83年同期デビューの、小林千絵（CHIE）、松本明子（AKIKO）、木元ゆうこ（YUKO）の3人からなるユニット「CHAY（ちゃい）まんねんシスターズ」のイベント、第二弾「アイドル☆ナイト#2」にゲスト参加(於：ケネディハウス銀座)。3人とともにデビュー曲「バ・ケー・ショ・ン」を歌唱。

## ディスコグラフィ
- 全てワーナー・パイオニアからリリース。

### シングル
| # | 発売日          | A/B面 | タイトル               | 作詞       | 作曲                  | 編曲       | 規格品番 | オリコン 最高位 |
| - | --------------- | ----- | ---------------------- | ---------- | --------------------- | ---------- | -------- | --------------- |
| 1 | 1983年 6月25日  | A面   | バ・ケー・ショ・ン     | 来生えつこ | 来生たかお            | 佐藤健     | L-1650   | 114位           |
| 1 | 1983年 6月25日  | B面   | 虹色の季節             | 売野雅勇   | 小杉保夫              | 鷺巣詩郎   | L-1650   | 114位           |
| 2 | 1983年 9月28日  | A面   | 聖書 (バイブル)        | 岩里祐穂   | 岩里未央              | 馬飼野康二 | L-1651   | 196位           |
| 2 | 1983年 9月28日  | B面   | 十月の学園通り         | 売野雅勇   | 馬飼野康二            | 馬飼野康二 | L-1651   | 196位           |
| 3 | 1984年 4月25日  | A面   | 二人はMagic            | 橋本淳     | 杉本真人              | 大谷和夫   | L-1656   | -               |
| 3 | 1984年 4月25日  | B面   | 困ったタイプに首ったけ | 森雪之丞   | 和泉常寛              | 大谷和夫   | L-1656   | -               |
| 4 | 1984年 12月21日 | A面   | ライク・ア・ヴァージン | 売野雅勇   | B.Steinberg Tom Kelly | 若草恵     | L-1695   | 136位           |
| 4 | 1984年 12月21日 | B面   | さよならのメッセージ   | 売野雅勇   | 関谷晃子              | 若草恵     | L-1695   | 136位           |

### アルバム

#### ベスト・アルバム
「ゴールデン☆ベスト 吹田明日香」（2024年8月28日／規格品番：WPCL-20008）　オリコン週間チャート147位
1. バ・ケー・ショ・ン
作詞：来生えつこ／作曲：来生たかお／編曲：佐藤健
2. 虹色の季節
作詞：売野雅勇／作曲：小杉保夫／編曲：鷺巣詩郎
3. 聖書（バイブル）
作詞：岩里祐穂／作曲：岩里未央／編曲：馬飼野康二
4. 十月の学園通り
作詞：売野雅勇／作曲・編曲：馬飼野康二
5. 二人はＭａｇｉｃ
作詞：橋本淳／作曲：杉本真人／編曲：大谷和夫
6. 困ったタイプに首ったけ
作詞：森雪之丞／作曲：和泉常寛／編曲：大谷和夫
7. ライク・ア・ヴァージン
作詞：売野雅勇／作曲：B.Steinberg/Tom Kelly／編曲：若草恵
8. さよならのメッセージ
作詞：売野雅勇／作曲：関谷晃子／編曲：若草恵
9. 恋はやきもきごと
作詞：来生えつこ／作曲：来生たかお／編曲：信田かずお
10. 枯葉色のストーリー
作詞：神田ヒロミ／作曲：関谷雅子／編曲：信田かずお
11. 誤算（ミステーク）
作詞：福永史／作曲：岸正之／編曲：信田かずお
12. 純愛
作詞：売野雅勇／作曲：小杉保夫／編曲：鷺巣詩郎
13. レイジー・オータム
作詞：福本まゆみ／作曲：亀井登志夫／編曲：信田かずお
14. ひとりの秋
作詞：有澤広紀／作曲：木戸やすひろ／編曲：信田かずお
15. 半透明（ハーフ・トーン）
作詞：売野雅勇／作曲・編曲：馬飼野康二
16. 禁じられた恋の島
作詞：庄野真代／作曲：小泉まさみ／編曲：馬飼野康二
17. 片想いガーデン
作詞：来生えつこ／作曲：来生たかお／編曲：馬飼野康二
18. バ・ケー・ショ・ン（カラオケ）
19. 聖書（バイブル）（カラオケ）
20. ライク・ア・ヴァージン（カラオケ）

## 出演

### テレビドラマ
- 火曜サスペンス劇場「松本清張スペシャル・捜査圏外の条件」（1989年、日本テレビ系）
- 世にも奇妙な物語「喪服の少女」（1991年、フジテレビ系）
- 信長 KING OF ZIPANGU 第32回（1992年、NHK大河ドラマ） - 侍女役
- CHANGE（2008年5月19日、フジテレビ系） - ニュースキャスター役

### その他のテレビ番組
- タミヤRCカーグランプリ（1991年5月 - 1995年7月、テレビ東京系） - キャスター　※リポーター転進後の初仕事
- 趣味の園芸（NHK教育） - 司会、ナレーター
- BSニュース50（1994年 - 1995年、NHK-BS1） - キャスター
- 生活ほっとモーニング（1997年 - 2006年、NHK総合） - 「健康スペシャル」司会

### ラジオ番組
- 寺島・藤井のジャストミート（1991年 - 1992年、文化放送） - アシスタント（放送上の呼称は「ジャスミーレディー」）

### CM
- メガネスーパー
- 千寿製薬 目薬　ビドークール

### 映画
- 雪のコンチェルト（1991年）
- 豪姫 (映画) （1992年）　侍女 役